# Новоозерное (Одеска област)
Новоозерное (на украински: Новоозерне) е село в южна Украйна, в състава на Озернойски селски съвет в Болградски район на Одеска област. Населението през 2021 г. е 100 жители.

## Население

### Езици
Численост и дял на населението по роден език, според преброяването на населението през 2001 г.:
| Роден език | Численост | Дял (в %) |
| Общо       | 188       | 100.00    |
| Руски      | 117       | 62.23     |
| Молдовски  | 42        | 22.34     |
| Български  | 21        | 11.17     |
| Украински  | 3         | 1.59      |
| Гагаузки   | 2         | 1.06      |
| Други      | 3         | 1.59      |